# Вага (река, Хонсю)
Вага (яп. 和賀川 Вага-гава) — река в Японии на острове Хонсю, протекает по территории префектуры Ивате. Длина реки — 80 км. Площадь водосборного бассейна — 890 км².

## Этимология
Название реки происходит от айнского «вакка» («чистая вода»).

## Описание

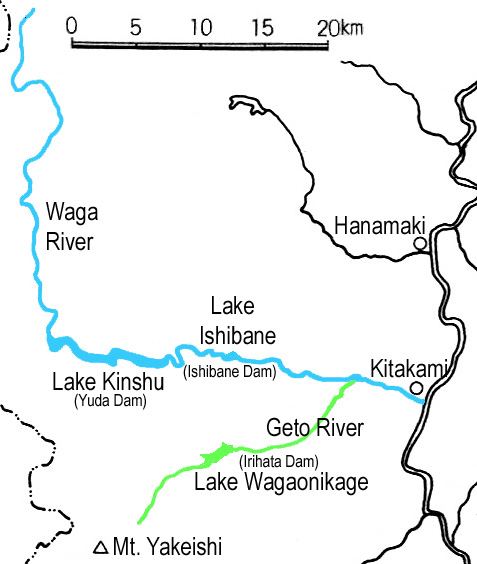
Река Вага и её приток Гето в префектуре Иватэ

Вага начинается между вершинами Вага-Таке и Такасима-Таке (Коге-Даке) в горах Оу. Местность у её истока в старину считалась священной, в новое время она была зимними охотничьими угодьями. В районе Кавафуне посёлка Нисивага в неё впадает Йоко-Гава (яп. 横川), оттуда она течёт на юг по разлому Кавафуне через Саваути, Симмати, Юмото. По пути в неё впадают реки Ситинай (яп. 七内川), Мацукава (яп. 松川), Хоннай (яп. 本内川), Онигасе (яп. 鬼ヶ瀬川) и Коони (яп. 小鬼川). В Юда (район Нисивага) она резко поворачивает на восток, где плотина Юда образует водохранилище Кинсю-ко (яп. 錦秋湖). Далее Вага протекает через Сеннин, Ивасава, Вага, Сёбуда, Эдзурико. По пути в неё впадают реки Матто (яп. 廻戸川), Китахоннай (яп. 北本内川), Ситтай (яп. 尻平川), Судзукамо (яп. 鈴鴨川) и Гето (яп. 夏油川). Вага впадает в реку Китаками в районе Кавасири города Китаками.
Уклон реки в верховьях около впадения Йоко-гавы составляет 1/50, перед Кинсю-ко — 1/100, в низовьях — 1/300. Ширина реки в верховьях составляет 20-200 м, в низовьях — 100—500 м. Около 80 % бассейна реки занимают горы.
Основные притоки — Гето (пр), Иоко (лв), Минамихоннай (пр), Йоко (лв).
Плотина Юда используется для производства электроэнергии и водоснабжения региона.

## Галерея

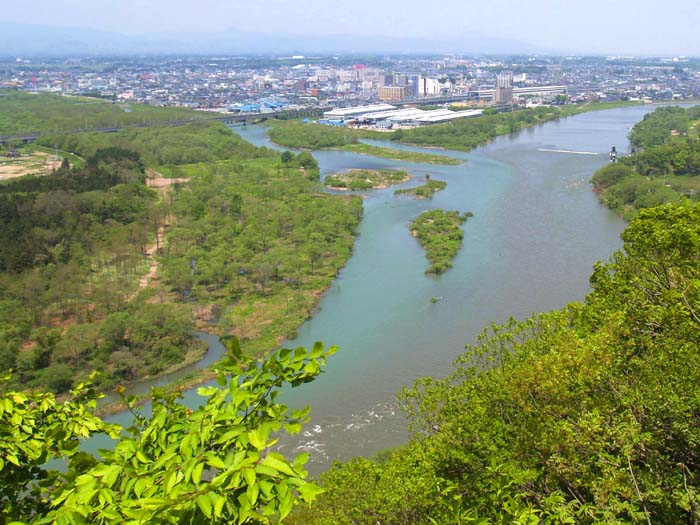
Место впадения реки Вага (слева) в реку Китаками в южной стороне города Китаками (вид с горы Отока)
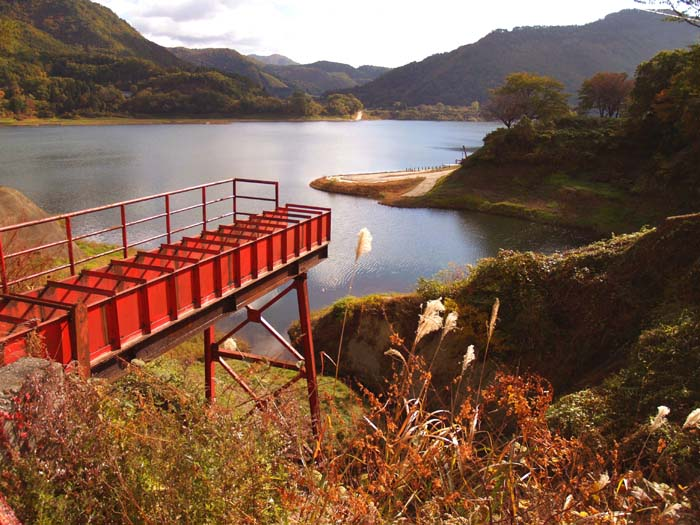
Водохранилище Кинсю-ко (вид со стороны железнодорожного вокзала)
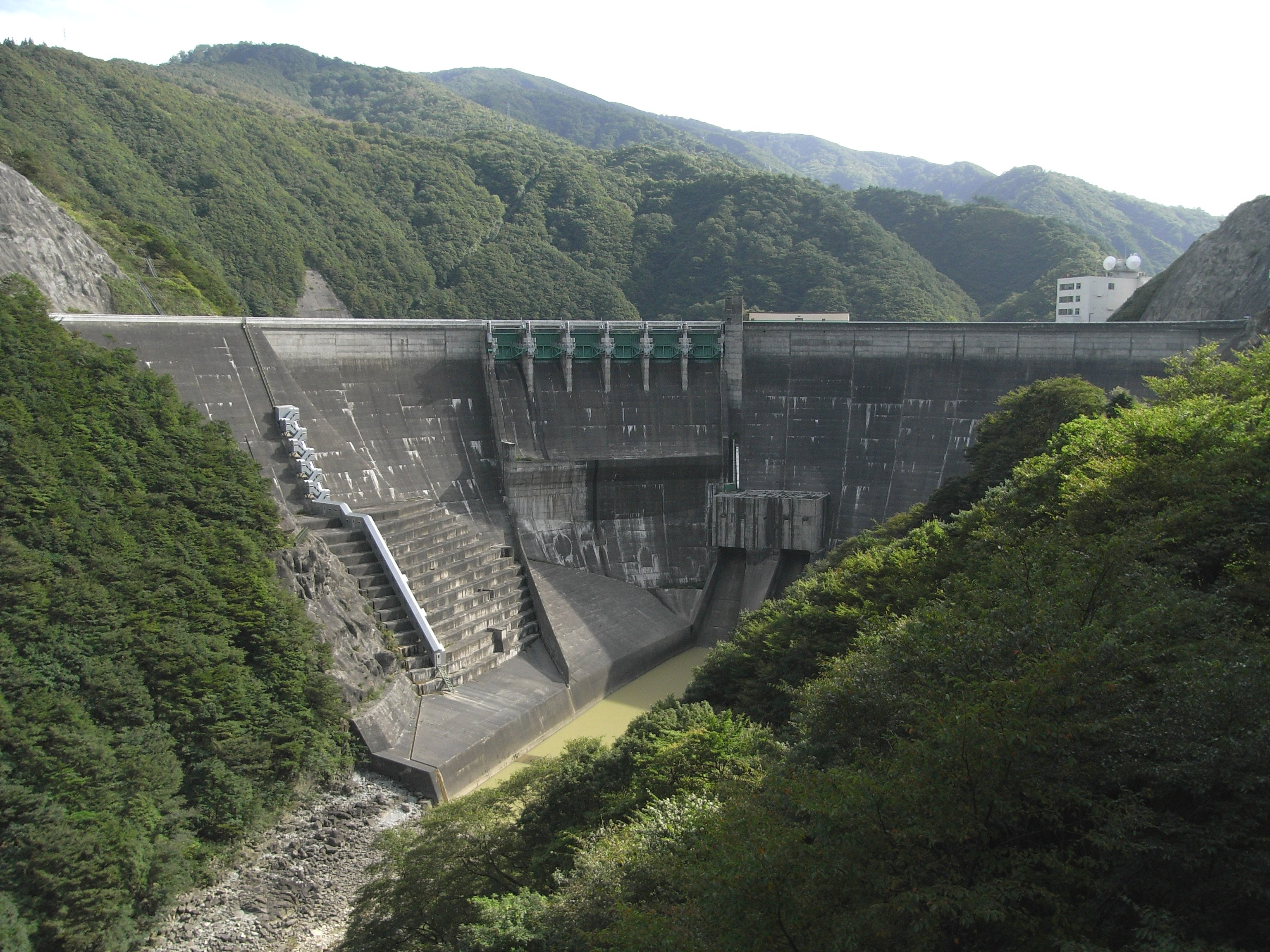
Плотина Юда
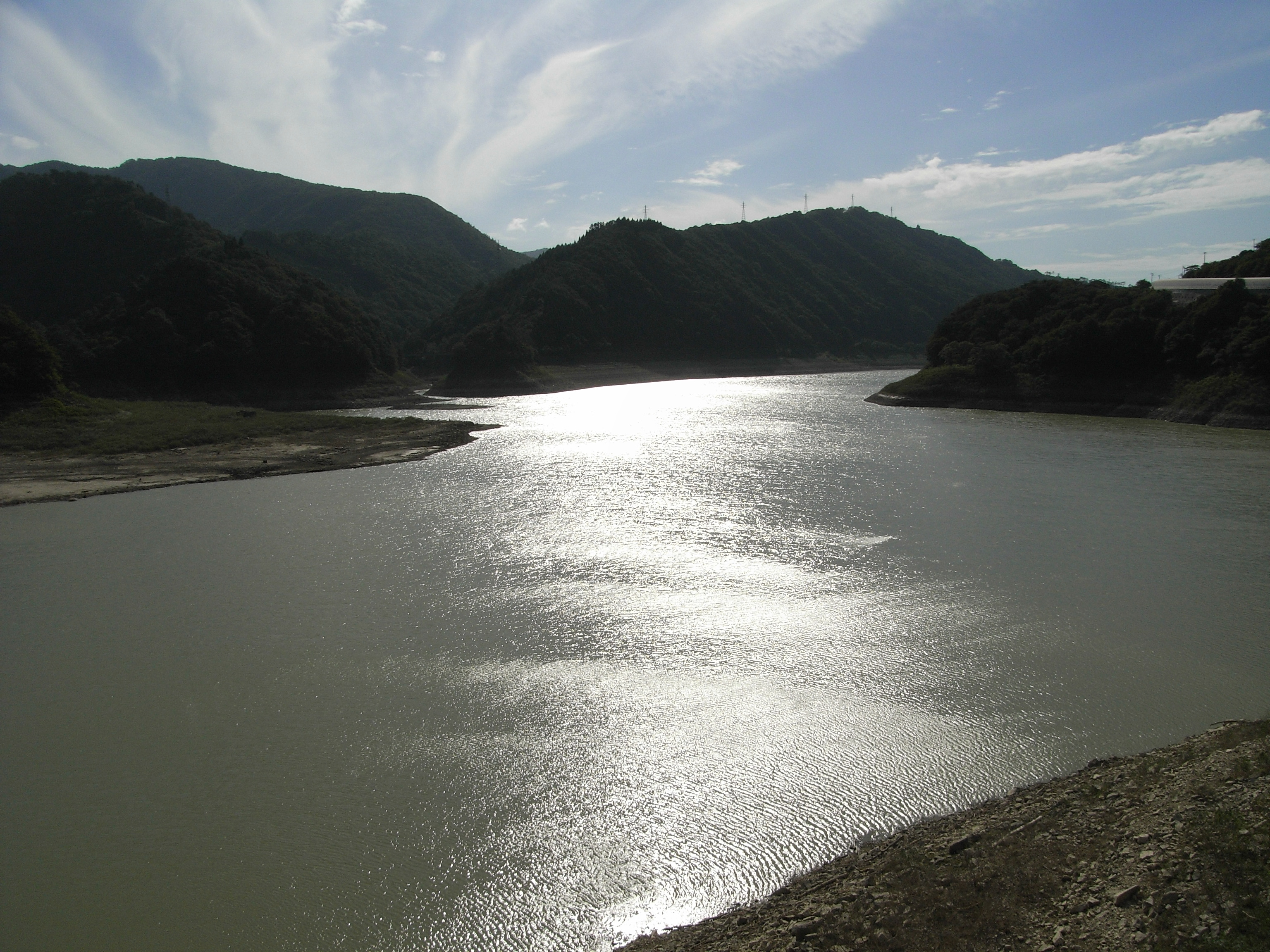
Водохранилище Кинсю-ко